# Modèle québécois
 (juin 2008).
Si vous disposez d'ouvrages ou d'articles de référence ou si vous connaissez des sites web de qualité traitant du thème abordé ici, merci de compléter l'article en donnant les références utiles à sa vérifiabilité et en les liant à la section « Notes et références ».
 (juin 2008).
- Si vous ne connaissez pas le sujet, laissez ce bandeau (vous pouvez alors contacter les auteurs).
- Si vous supprimez le contenu mis en cause (vous pouvez préalablement contacter les auteurs),

argumentez précisément cette suppression dans la page de discussion
(un manque de référence n'est pas un argument ; une recherche réelle de référence doit avoir été effectuée, être formellement documentée).
Le modèle québécois est le mode de gestion qui s'est développé au Québec depuis les années 1960. Il implique notamment un rôle accru de l'État dans l'économie québécoise et un système de concertation entre le gouvernement du Québec et les agents économiques. 

## Fiscalité
Fiscalement, cela signifie un très faible impôt sur les bénéfices des sociétés mais un impôt sur les revenus des particuliers parmi les plus élevés d'Amérique du Nord[réf. nécessaire]. L'impôt progressif est privilégié au-dessus de l'impôt proportionnel et les individus à faible revenu ne payent pas ou presque pas d'impôt.

## Idées
Le premier penseur du modèle québécois fut l'économiste Édouard Montpetit, qui souhaitait que les Canadiens français prennent collectivement en main leur économie pour diminuer l'influence américaine dans le développement des richesses naturelles[réf. nécessaire].

## Révolution tranquille
Le premier ministre Jean Lesage initia de profondes réformes économiques durant ses deux mandats à la tête du gouvernement québécois. Il s'agit d'un changement de cap majeur par rapport aux politiques économiques de  Maurice Duplessis, qui avait peu investi dans des nouveaux programmes et équipements, laissant toutefois une dette publique très faible qui allait fournir une marge de manœuvre au nouveau gouvernement pour financer la modernisation de l'économie québécoise dans plusieurs domaines.
Entre 1960 et 1966, le gouvernement crée de nouvelles institutions publiques, comme la Société générale de financement, la Régie des rentes du Québec et la Caisse de dépôt et placement du Québec et complète la nationalisation des compagnies d'électricité au sein d'Hydro-Québec.

## Bourassa et Trudeau
Sous Robert Bourassa et Pierre Trudeau, le gouvernement cherche à développer les petites et moyennes entreprises (PME), investit dans la multinationale Bombardier et commence une tradition de trois décennies de déficits économiques pour le gouvernement. 

## Difficultés et réformes proposées
Le modèle québécois est à l'Amérique du Nord ce que l'exception française est à l'Europe. La critique de l'État-providence et le déclin démographique du Québec ont donné la prévision suivante : dans un proche avenir, il y aura un travailleur pour deux retraités et plusieurs services sociaux s'écrouleront sous le poids de l'inertie[réf. nécessaire]. 
Le gouvernement de Lucien Bouchard a mené une lutte contre les lourds déficits gouvernementaux sans les éliminer complètement après dix ans. Jean Charest a promis des baisses d'impôts mais devant la résistance de la confédération des syndicats nationaux[réf. nécessaire], il a choisi de s'attaquer à la réduction de la dette de 110 milliards de dollars.

## Modèle suédois?
L'économiste Pierre Fortin a réalisé plusieurs études sur le modèle québécois[réf. nécessaire]. D'autres économistes de gauche ont proposé d'adopter le modèle suédois, qui selon ses promoteurs serait à la fois plus performant et plus social[réf. nécessaire].